# Metallstare
Metallstare (Aplonis metallica) är en fågel i familjen starar inom ordningen tättingar.

## Utseende
Metallstare är en långstjärtad och mörk tätting. Vuxna fåglar är glansigt svartaktiga med kraftigt metalliskt grönblåglänsande ovansida och lysande rött öga. Ungfågeln är mörk ovan och ljus under med korta, mörka streck. 

## Utbredning och systematik
Metallstare delas numera vanligen in i fem underarter med följande utbredning:
- A. m. metallica – Moluckerna, Sulaöarna och Aruöarna till Nya Guinea och nordöstra Queensland
- A. m. inornata – Biak och Numfoor (utanför norra Nya Guinea)
- A. m. nitida – Bismarcköarna
- A. m. purpureiceps – Amiralitetsöarna
- A. m. circumscripta – Tanimbaröarna

Underarten circumscripta har ibland kategoriserats som egen art.

## Levnadssätt
Metallstaren hittas i skogar, parker och trädgårdar. Den häckar i stora kolonier och ses vanligen i mycket stora flockar som flyger snabbt och lågt.

## Status och hot
IUCN bedömer hotstatus för circumscripta och övriga underarter var för sig, som nära hotad respektive livskraftig.

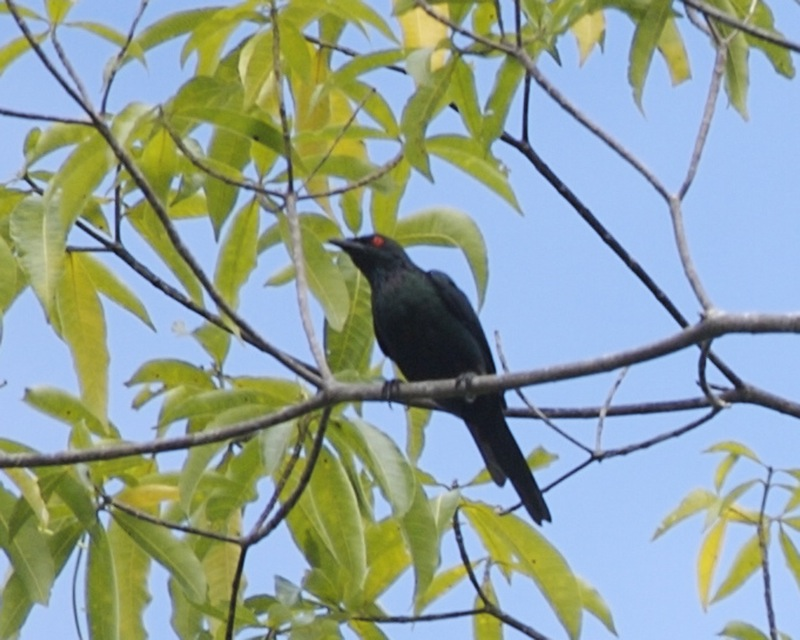
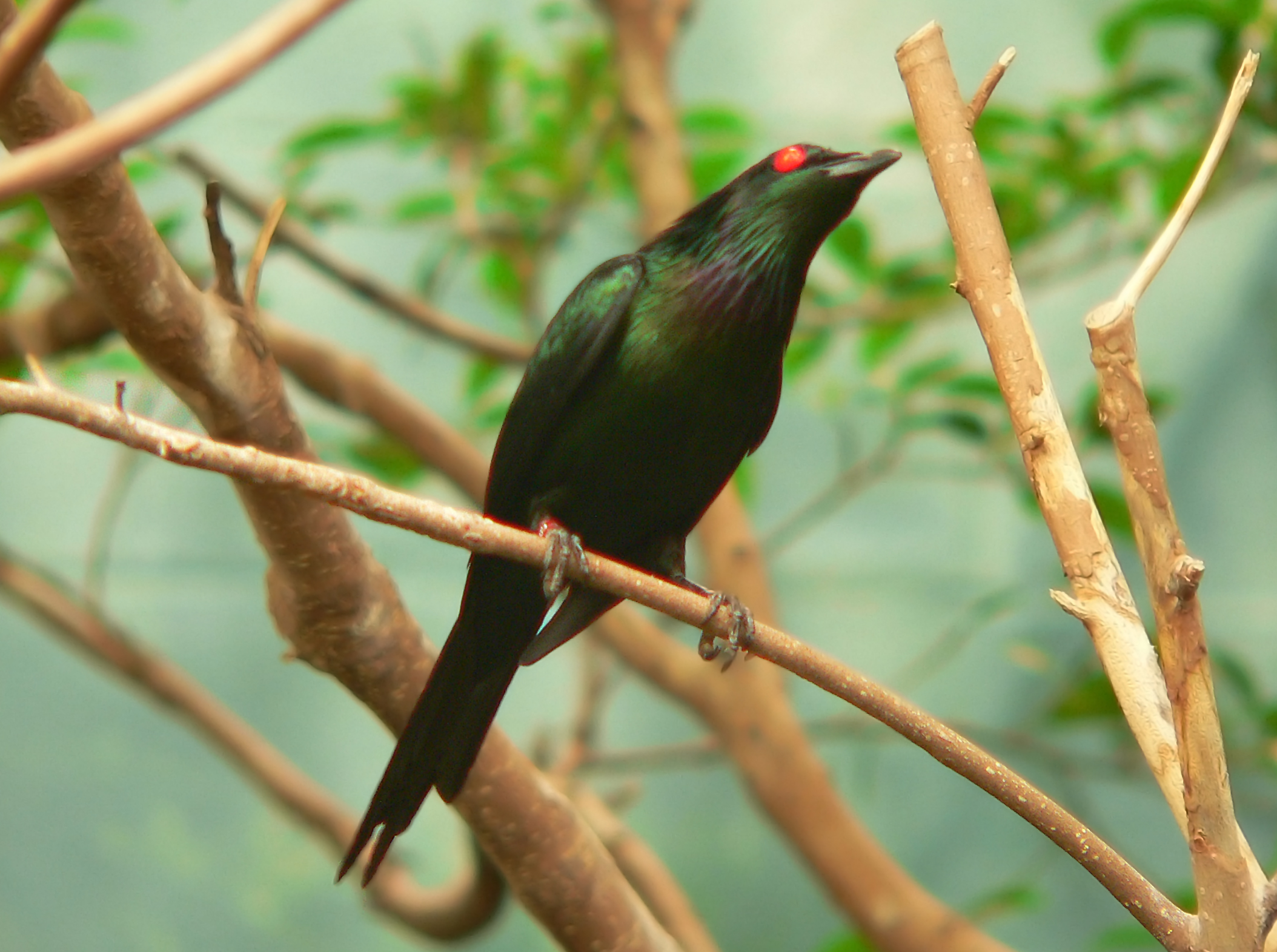
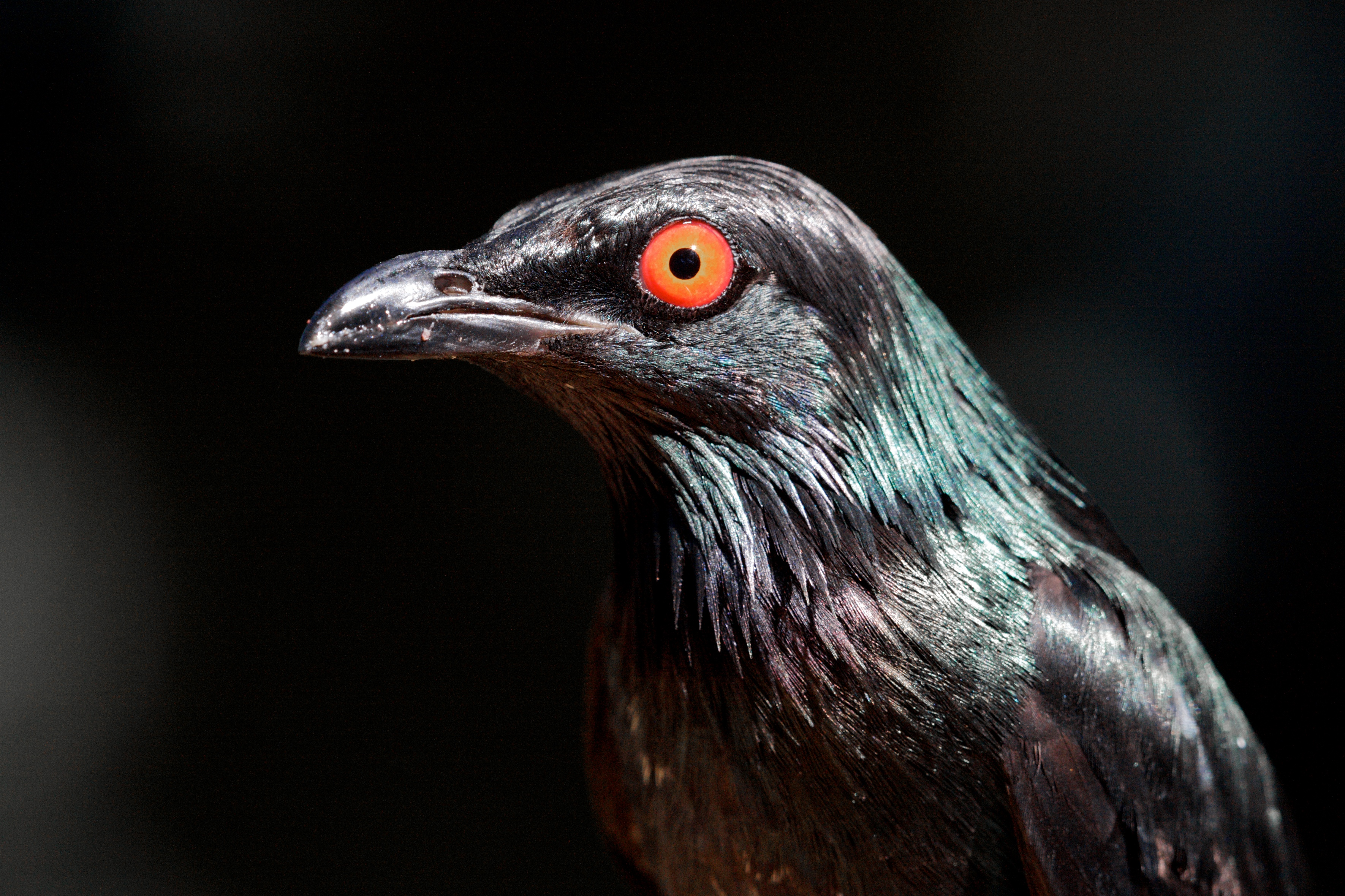
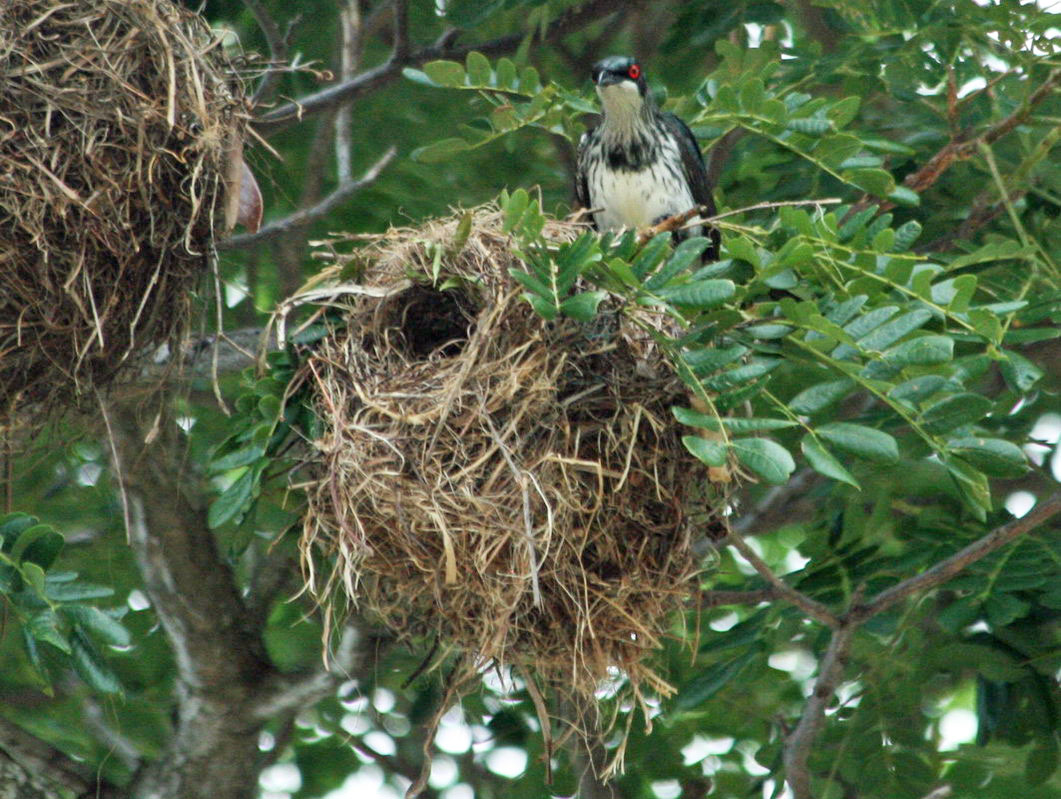